# Puerto Maldonado
Puerto Maldonado este un oraș din sud-estul statului Peru.